# Казань (аэропорт)
Международный аэропорт Казань имени Габдуллы Тукая (тат. Габдулла Тукай исемендәге Казан аэропорты; ИАТА: KZN, ИКАО: UWKD) — международный аэропорт федерального значения в городе Казани, крупнейший по пассажиропотоку в Приволжском Федеральном округе и среди городов расположенных вдоль реки Волги. Находится в 26 км к юго-востоку от города около села Столбище на территории Лаишевского района Татарстана.
Аэропорт является базовым для авиакомпании Казанское авиапредприятие, а также одним из базовых для авиакомпании ЮВТ Аэро. С лета 2023 года (фактически с зимы 2022/23) также является базовым аэропортом для авиакомпании Nordwind Airlines. Ранее аэропорт также был базовым для бывшей авиакомпании Татарстан всё время её существования, а также одним из базовых для авиакомпании Ак Барс Аэро.
По итогам 2023 года пассажиропоток аэропорта составил 5 369 000 человек, что делает его 8-м по загруженности аэропортом России.

## История
Проект этого аэропорта был представлен на ВДНХ СССР.
На нынешнем месте и в нынешнем виде открыт в 1979 году после выноса со старого места в черте города в Советском районе, где существовал с 1930-х гг, а до конца 1980-х оставался аэропорт местных линий Казань-2 и где ныне располагаются международный ипподром, жилой массив Казань - XXI век и небоскрёб «Лазурные небеса». За 1979 год здесь были приняты самолёты почти всех советских гражданских видов — Ту-154, Ил-18, Ту-134, Ан-12, Ан-24, Як-40 и другие. Начиная с 1982 года, аэропорт оснастили современной техникой для приёма крупного аэробуса Ил-86. Годовой пассажиропоток аэропорта составлял до 1,6 млн пассажиров в год.
В 1986 году получил статус «Международный аэропорт 1-го класса». В 1987 году был совершён первый международный рейс в Берлин самолётом Ту-154. С этого момента началось регулярное обслуживание рейсов в Польшу, Албанию, Германию, Болгарию, Монголию, Китай и другие страны. В 1992 году были открыты полёты из Казани в Стамбул, а в марте 1997 года авиакомпания Lufthansa открывает регулярные рейсы по маршруту Франкфурт-Казань-Франкфурт на самолётах А-319.
Современный быстрый темп развития городов стал выдвигать и новые требования для аэропорта по его оснащению и высокому уровню обслуживания пассажиров и транспортных средств. Началось усовершенствование структуры управления авиацией республики. С июня 1992 года международный аэропорт «Казань» отделился от авиакомпании «Авиалинии Татарстана» и стал самостоятельным предприятием.
Благодаря двум реконструкциям, со времени визитов в Татарстан в конце 2000-х годов главы Китая, госсекретаря США, прочих президентов и премьеров иностранных государств, аэропорт подтвердил на практике способность принимать крупные лайнеры Boeing 747 и тяжёлые транспортные самолёты Ан-124 «Руслан».

### Реконструкция аэропорта
В преддверии Тысячелетия города в 2005 года Кабинетом министров Татарстана было принято решение о первой реконструкции аэропорта и разработана проектно-сметная документация. Генеральным проектировщиком был назначен АО «Казанский ГипроНИИавиапром», а для оснащения реконструируемого аэропорта была привлечена французская фирма Thomson-CSF.
К Летней Универсиаде 2013 года и Футбольному чемпионату мира 2018 года проходящих в Казани и затем до 2025 года с участием турецкой строительной компании «Монотек», а также болгарских компаний «Энергопроект» и «Савант Елбул» с сентября 2009 года производится новая поэтапная полная реконструкция терминалов и прочей инфраструктуры аэропорта, планирующегося как межрегиональный хаб пропускной способностью до 5 миллионов пассажиров в год.
15 декабря 2012 года был открыт новый терминал 1А. Тем временем старый терминал 1 был закрыт на капитальную реконструкцию и открыт в обновлённом фасаде 22 июня 2013 года. Аэропорту присвоено имя поэта Габдуллы Тукая.
В 2017 году аэропорт четвёртый раз подряд признан «Лучшим региональным аэропортом России и СНГ» по версии авторитетной консалтинговой компании Skytrax.

## Аэродромный комплекс
Аэровокзальный комплекс аэропорта состоит из трёх пассажирских терминалов — 1, 1А и 2. Терминалы 1 и 1А находятся в непосредственной близости друг от друга и соединены между собой. В стыке между терминалами находится оборудованный траволаторами крытый надземный проход в терминал городского электропоезда. Все табло и указатели выполнены на трёх языках — русском, татарском и английском.
Терминал 1А имеет площадь 20 тысяч квадратных метров. Терминал 1А оборудован четырьмя телескопическими трапами, имеет 19 стоек регистрации, 6 кабин паспортного контроля и 4 пункта контроля безопасности. Терминал 1 обслуживает рейсы межрегиональной авиации по Поволжью, а также часть рейсов в страны ближнего зарубежья. Терминал 2 является отдельным зданием, обслуживающим пассажиров VIP категорий и пассажиров бизнес-авиации, был построен в 2005 году к 1000-летию Казани. Пропускная способность аэропорта составляет до 2 миллионов пассажиров в год. Максимальный поток составил в 2022 году чуть более 4-х млн пассажиров. В связи с быстрым ростом годового пассажиропотока (в этом году планируется обслужить 5 млн человек) к 2026 году планируется построить новый, по счёту 4-й терминал, строительство которого планируется начать в 2024 году.
Аэропорт располагает более чем 30 стояночными местами для воздушных судов и включает в себя одну цементобетонную ВПП 11/29 — длиной 3750х45
Полоса 11л/29п, построенная в 2002 году, играет роль магистральной рулёжной дорожки, после того как на её смену пришла отреконструированная полоса 11/29, сертифицированная по 2-й категории ИКАО, и может осуществлять взлёт и посадку самолётов каждые 7 минут в сложных метеоусловиях и способна принимать воздушные суда всех типов вплоть до Boeing 747.
Пилоты отмечают проблемы при заруливании на стоянку № 10 (ливневая решётка в углублении, ноябрь 2022) и неудовлетворительную очистку зимой (декабрь 2022).

## Типы обслуживаемых воздушных судов
ВПП способна принимать любые типы ВС, в том числе Airbus A380 и Boeing 747.
Аэропорт имеет допуск на приём более 30 типов пассажирских и грузовых воздушных судов, среди которых Ан-124-100, Ил-86, Airbus A330, Boeing 777, MD-80, а также воздушные суда классом ниже и вертолёты всех типов.

## Авиакомпании и направления
В 2014 году из-за прекращения деятельности авиакомпании Татарстан аэропорт лишился важного базового перевозчика. В качестве базовой авиакомпании осталась Ак Барс Аэро, на базе которой в 2015 году появился новый базовый перевозчик — ЮВТ Аэро.
В 2018 году маршрутная сеть аэропорта состояла из 81 направления, в том числе 48 международных. Более 40 % пассажиропотока приходилось на московские рейсы.
В апреле 2021 года число маршрутов из аэропорта Казани, уменьшившееся после начала пандемии вновь выросло до 33 внутренних направлений и нескольких международных в Турцию, ОАЭ и страны СНГ.
А по итогу 2021 года число направлений выросло до 73, в том числе 30 международных.

## Местные воздушные линии Татарстана
В Татарстане планируется восстановить эксплуатационную пригодность 10 аэродромов малой авиации, реконструировать и построить семь вертодромов, 20 вертолётных площадок и 20 площадок для авиахимработ.
Кроме того, предполагается воссоздать региональную сеть аэродромов: в неё, помимо ныне действующих аэродромов Бугульма, Куркачи, Балтаси и Мензелинск и международных аэропортов «Казань» и «Бегишево», войдут аэродромы в райцентрах Актаныш, Болгар, Нурлат, Чистополь, Сарманово и Буинск.

## Статистика
| Год  | Пассажиропоток, чел. | Грузопоток, тонн | Число самолёто-вылетов | Ист.   |
| ---- | -------------------- | ---------------- | ---------------------- | ------ |
| 2023 | ▲ 5 168 000          | нет данных       | ▲ 21 674               | [ 21 ] |
| 2022 | ▲ 4 018 000          | нет данных       | ▲ 18 770               | [ 22 ] |
| 2021 | ▲ 3 876 000          | нет данных       | нет данных             | [ 23 ] |
| 2020 | ▼ 2 171 600          | нет данных       | нет данных             | [ 24 ] |
| 2019 | ▲ 3 470 742          | нет данных       | ▼ 17 694               | [ 25 ] |
| 2018 | ▲ 3 141 776          | нет данных       | ▲ 18 042               | [ 26 ] |
| 2017 | ▲ 2 623 423          | нет данных       | ▲ 15,631               | [ 27 ] |
| 2016 | ▲ 1 912 954          | ▼ 2 224          | ▲ 13 914               | [ 28 ] |
| 2015 | ▼ 1 794 735          | ▼ 2 538          | ▼ 13 292               | [ 29 ] |
| 2014 | ▲ 1 942 408          | ▼ 3 653          | ▲ 15 389               | [ 30 ] |
| 2013 | ▲ 1 847 258          | ▲ 4 250          | ▲ 13 317               | [ 31 ] |
| 2012 | ▲ 1 486 904          | нет данных       | ▲ 11 847               | [ 32 ] |

## Транспортное сообщение с Казанью
Аэропорт связан с городом (от главного ж/д вокзала «Казань-1») железнодорожной радиальной 26-километровой линией в аэропорт городского поезда (Казанской электрички), которая также обслуживает промежуточные южные городские посёлки и имеет невысокую стоимость проезда, приближённую к таковой на городском транспорте. Эта линия ранее, с запуска 22 мая 2013 года, была безостановочной линией Аэроэкспресса, сооружённой к Универсиаде 2013 года. В день открытия Универсиады Аэроэкспрессом воспользовался по пути из аэропорта в город президент РФ Владимир Путин, положительно отозвавшись о его скорости и комфорте. До 2014 года на линии использовался немецкий состав Siemens Desiro «Ласточка», который затем заменён на модернизированный электропоезд ЭД9М из-за малого числа пассажиров, более дорогой (на 40 %) стоимости обслуживания поезда в сравнении с электричкой и вызванной этим нерентабельности интермодальных перевозок на «Ласточках» несмотря на высокую стоимость проезда (200 руб.).
К аэропорту ведёт автодорога Р245, берущая своё начало от пересечения с Оренбургским трактом (трасса Р239) (15 км до границы города Казани).
У аэропорта расположена стоянка на 700 машин и 50 автобусов.

### Автобус
Автобусное сообщение с городом было открыто в 1979 году, когда от старого аэропорта был запущен маршрут № 121; с течением времени по тому же маршруту начали ходить маршруты № 122 и № 123. К концу 1990-х последние два были упразднены, а № 121 перенумерован в № 321. С 2007 года, после ввода новой схемы движения автобусов, от Соцгорода до аэропорта начал ходить автобус № 97. В 2014 году он был перенумерован в № 197 и стал курсировать в дневное время от Восточного автовокзала через СТЦ «Мега-Казань», проспект Победы, в том числе одноимённую станцию метро, больничный городок РКБ/ДРКБ и посёлки Столбище и Усады.

### Электричка
Пригородная электричка связывает аэропорт Казани с городом. Посадка осуществляется на железнодорожном вокзале Казань-Пассажирская. Маршрут обслуживается пригородной компанией ППК «Содружество». Первая электричка уходит в 07:35, последняя — в 19:46. По пути поезд делает с десяток промежуточных остановок. В дороге от вокзала до аэропорта придётся провести 30 минут. Электрички прибывают к железнодорожной станции, которая связан с Терминалом 1А крытым пешеходным переходом. Билет на электричку в вагон экономкласса стоит 200 рублей за одного пассажира в одну сторону, в вагон бизнес-класса – 400 рублей. Приобрести билет можно в кассе железнодорожного вокзала или в терминале аэропорта Казань.

## Происшествия
- 17 ноября 2013 года самолёт Boeing 737-500 авиакомпании Татарстан, выполнявший рейс U9-363 Москва-Казань при заходе на посадку и уходе на второй круг потерпел крушение, рухнув почти вертикально носом вниз на территорию аэропорта. Все находившиеся на борту 50 человек погибли, среди которых 44 пассажира (включая сына президента Татарстана) и 6 членов экипажа. Позднее в сквере у терминала 2 был сооружён памятник с именами всех погибших.

- 21 декабря 2016 года, в 22.26, ВАЗ-2115 с нетрезвым водителем, уходя из центра города от погони ДПС и протаранив шлагбаум, влетел на парковку аэропорта, а затем, минуя попытки противодействия и протаранив стеклянный фасад, въехал внутрь здания терминала 1А, который проехал насквозь через все залы общепита и ожидания, после чего, ещё раз протаранив стеклянный фасад, выехал из него и остановился, застряв на парапете парковки. Ввиду поздневечернего времени и крайне малого числа пассажиров и сотрудников в терминале, никто не пострадал, хотя зданию был нанесён значительный материальный ущерб[40][41].
- 18 апреля 2024 года были отменены и/ или задержаны некоторое количество рейсов из-за угрозы БПЛА

## Другие аэродромы Казани
В Казани и окрестностях имеются также аэродромы:
- Борисоглебское — аэродром экспериментальной авиации (испытательный аэродром КАПО);
- Юдино[тат.] — аэродром экспериментальной авиации (испытательный аэродром Казанского вертолётного завода);
- Куркачи[тат.] и Вишнёвка[тат.] — аэродромы спортивной авиации и авиации общего назначения;
- Караишево — частный аэродром авиации общего назначения.

## Исторические аэродромы Казани
- Аэростанция Казань имени Н. М. Бычкова — первый гражданский аэропорт столицы Татарстана, существовавший около деревни Горки, на территории нынешнего микрорайона Танкодром, в 1924—1931 годах.
- Аэропорт Казань-2 — гражданский аэропорт, существовавший на территории Советского района Казани в 1931—2003/2004 годах.